# Šeberov
Šeberov (en allemand : Scheberau) est un quartier pragois situé dans le sud de la capitale tchèque, appartenant à l'arrondissement de Prague 11.